# Cryptotis montecristo
Cryptotis montecristo és una espècie d'eulipotifle de la família de les musaranyes. És endèmica del Cerro Montecristo (al trifini d'El Salvador, Guatemala i Hondures), on viu a altituds d'entre 2.150 i 2.418 msnm. Té una llargada de cap a gropa de 92 ± 4 mm. El seu hàbitat natural són les selves nebuloses. Com que fou descoberta fa poc, encara no se n'ha avaluat l'estat de conservació.